# Héctor Rodríguez Peña
Héctor Ignacio Rodríguez Peña (Montevideo, 22 ottobre 1968) è un ex calciatore uruguaiano, di ruolo difensore.

## Carriera

### Club
Durante la sua carriera ha giocato con varie squadre di club, tra cui anche il Colón, con cui conta 98 presenze e 6 reti.

### Nazionale
Conta 10 presenze con la Nazionale uruguaiana.